# 7-7-2007
7-7-2007 è un romanzo giallo di Antonio Manzini pubblicato da Sellerio.
È il quinto romanzo della serie dedicata al vicequestore Rocco Schiavone di cui rappresenta il prequel.
È stato tradotto in tedesco, spagnolo e catalano.

## Trama
Rocco è ancora sconvolto dall'uccisione di Adele, ospite nella sua casa di Aosta e compagna dell'amico Sebastiano. Le indagini sembrano ad un punto morto ed i superiori di Rocco esigono di sapere qualcosa della vita del vicequestore. Rocco Schiavone inizia a parlare di sé ripercorrendo la sua crisi matrimoniale e le successive indagini su un giro di droga che avevano provocato l'attentato in cui sarebbe rimasto vedovo.

## Edizioni
- Antonio Manzini, 7-7-2007, Sellerio, Palermo 2016
- Antonio Manzini, 7-7-2007, legge: E. M. Bonalumi, [s.n.], Modena 2016

## Trasposizione televisiva
7-7-2007 è il primo episodio della seconda stagione (2018) della serie televisiva Rocco Schiavone.